# Venafro
Venafro és un municipi situat al territori de la província d'Isernia, a la regió de Molise, (Itàlia).
Venafro limita amb els municipis de Capriati a Volturno, Ciorlano, Conca Casale, Mignano Monte Lungo, Pozzilli, San Pietro Infine, San Vittore del Lazio i Sesto Campano.